# Piotr Smorodin

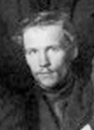
Piotr Smorodin w 1919

Piotr Iwanowicz Smorodin (ros. Пётр Ива́нович Сморо́дин, ur. w styczniu 1897 w guberni woroneskiej, zm. 25 lutego 1939) – radziecki wojskowy, działacz partyjny i komsomolski, I sekretarz KC Komsomołu (1922-1924).
Od 1911 pracował w fabryce instrumentów chirurgicznych w Petersburgu, w maju 1917 wstąpił do SDPRR(b), następnie zastępca przewodniczącego i przewodniczący komitetu fabryczno-zawodowego w Piotrogrodzie, członek piotrogrodzkiego miejskiego komitetu socjalistycznego związku młodzieży robotniczej, przewodniczący sądu ludowego strony piotrogrodzkiej. Od lutego 1918 pomocnik naczelnika oddziału partyzanckiego im. Socjalistycznego Związku Młodzieży Robotniczej Frontu Piotrogrodzkiego, od lipca 1918 do maja 1920 komisarz pułku, uczestnik wojny domowej, od maja 1920 sekretarz rejonowego komitetu Komsomołu w Piotrogrodzie, od grudnia 1920 do września 1921 sekretarz odpowiedzialny Komitetu Miejskiego Komsomołu w Piotrogrodzie, od grudnia 1920 do 18 lipca 1924 członek Biura Komsomołu. Od października 1921 do 5 kwietnia 1922 sekretarz KC Komsomołu, od 5 kwietnia 1922 do 18 lipca 1924 I sekretarz KC Komsomołu, w latach 1924-1928 studiował w Komunistycznej Akademii im. Jakowa Swierdłowa, w latach 1928-1929 kierownik wydziału organizacyjnego rejonowego komitetu Komsomołu w Leningradzie, od sierpnia 1929 do grudnia 1931 I sekretarz rejonowego komitetu Komsomołu w Leningradzie, od 13 lipca 1930 do 12 października 1937 zastępca członka KC WKP(b). Od grudnia 1931 do czerwca 1936 I sekretarz wyborskiego komitetu rejonowego WKP(b) w Leningradzie, od czerwca 1936 do maja 1937 I sekretarz moskiewskiego komitetu rejonowego WKP(b) w Leningradzie, od 13 czerwca do września 1937 II sekretarz Leningradzkiego Komitetu Obwodowego WKP(b), od 16 września 1937 do czerwca 1938 p.o. I sekretarza Stalingradzkiego Komitetu Obwodowego WKP(b), od 12 października 1937 do 13 czerwca 1938 członek KC WKP(b). Odznaczony Orderem Czerwonego Sztandaru.
22 czerwca 1938 aresztowany, następnie skazany na śmierć i rozstrzelany. 1 grudnia 1954 (lub w 1956) pośmiertnie zrehabilitowany.